# 第82回全国高等学校サッカー選手権大会
第82回全国高等学校サッカー選手権大会は、2003年（平成15年）12月30日から2004年（平成16年）1月12日まで14日間にわたって行われた全国高等学校サッカー選手権大会である。

## 概要
- Jリーガーからのメッセージ(小野伸二) この俺がヒーローになってやる

### 日程
- 11月16日 - 全代表校決定
- 11月17日 - 全国大会組合せ抽選会（日本テレビ放送網）
- 12月30日 - 開会式・開幕戦（１回戦）
- 12月31日（水） - １回戦
- 1月2日（金） - ２回戦
- 1月3日（土） - ３回戦
- 1月5日（月） - 準々決勝
- 1月7日（水） - 準決勝
- 1月12日（月・祝） - 決勝戦

### 使用会場
- 国立霞ヶ丘競技場陸上競技場（新宿区 開幕戦、準決勝、決勝戦のみ）
- 国立西が丘サッカー場（東京都北区）
- 駒沢オリンピック公園総合運動場陸上競技場（世田谷区）
- 埼玉スタジアム2002（さいたま市緑区）
- さいたま市駒場スタジアム（さいたま市浦和区）
- 柏の葉公園総合競技場（柏市）
- 習志野市秋津サッカー場（習志野市）
- 等々力陸上競技場（川崎市中原区）
- 三ツ沢公園球技場（横浜市神奈川区）

なお、習志野市秋津サッカー場での開催は1998年の第77回以来5年ぶり。

### レギュレーションの変更点
- 今大会より決勝戦に限り、試合時間が前後半45分ハーフの合計90分間になった。

## 出場校
北海道
- 北海道代表 札幌一（初出場）

東北
- 青森県代表 青森山田（7年連続9回目）
- 岩手県代表 盛岡商（2年連続13回目）
- 宮城県代表 仙台育英（2年連続29回目）
- 秋田県代表 西目（3年ぶり10回目）
- 山形県代表 鶴岡東（2年ぶり3回目）
- 福島県代表 福島東（2年連続3回目）

関東
- 茨城県代表 水戸商（7年ぶり8回目）
- 栃木県代表 佐野日大（2年連続5回目）
- 群馬県代表 前橋育英（2年ぶり11回目）
- 埼玉県代表 武南（2年連続13回目）
- 千葉県代表 市立船橋（5年連続15回目）
- 東京都A代表 成立（初出場）
- 東京都B代表 国士舘（3年連続3回目）
- 神奈川県代表 桐蔭学園（4年連続8回目）

中部
- 新潟県代表 長岡向陵（初出場）
- 富山県代表 富山一（3年ぶり17回目）
- 石川県代表 星稜（5年連続14回目）
- 福井県代表 丸岡（12年連続18回目）
- 山梨県代表 帝京三（2年ぶり7回目）
- 長野県代表 松商学園（2年ぶり9回目）
- 岐阜県代表 岐阜工（3年連続19回目）
- 静岡県代表 藤枝東（6年ぶり20回目）
- 愛知県代表 東邦（2年ぶり3回目）
- 三重県代表 四日市中央工（2年ぶり23回目）

近畿
- 滋賀県代表 守山北（8年ぶり4回目）
- 京都府代表 京都朝鮮（初出場）
- 大阪府代表 近大付（7年ぶり3回目）
- 兵庫県代表 滝川二（3年連続11回目）
- 奈良県代表 奈良育英（2年ぶり10回目）
- 和歌山県代表 初芝橋本（2年連続8回目）

中国
- 鳥取県代表 米子北（8年ぶり3回目）
- 島根県代表 立正大淞南（5年連続6回目）
- 岡山県代表 作陽（2年ぶり13回目）
- 広島県代表 広島皆実（4年連続5回目）
- 山口県代表 多々良学園（11年連続16回目）

四国
- 徳島県代表 徳島商（3年ぶり33回目）
- 香川県代表 高松北（4年ぶり4回目）
- 愛媛県代表 南宇和（2年ぶり17回目）
- 高知県代表 高知（2年連続10回目）

九州
- 福岡県代表 筑陽学園（初出場）
- 佐賀県代表 佐賀商（5年ぶり12回目）
- 長崎県代表 国見（18年連続18回目）
- 熊本県代表 大津（5年連続9回目）
- 大分県代表 情報科学（6年ぶり4回目）
- 宮崎県代表 鵬翔 （2年ぶり8回目）
- 鹿児島県代表 鹿児島実（3年連続20回目）

沖縄
- 沖縄県代表 那覇西（2年連続6回目）

## 試合結果

### 1回戦
国立競技場（開幕戦）
- 仙台育英 4 - 1 奈良育英

習志野市秋津サッカー場
- 青森山田 2 - 2 (5 PK 4) 作陽
- 盛岡商 2 - 0 情報科学

柏の葉公園総合競技場
- 札幌一 3 - 2 多々良学園
- 帝京三 0 - 4 鹿児島実

駒沢陸上競技場
- 鶴岡東 0 - 1 高知
- 岐阜工 2 - 0 那覇西

等々力陸上競技場
- 丸岡 2 - 0 徳島商
- 福島東 1 - 0 高松北

三ツ沢球技場
- 立正大淞南 2 - 1 藤枝東

西が丘サッカー場
- 星稜 3 - 2 鵬翔
- 南宇和 2 - 1 松商学園

さいたま市駒場スタジアム
- 四日市中央工 1 - 1 (3 PK 2) 前橋育英
- 大津 3 - 0 佐野日大

埼玉スタジアム2002
- 広島皆実 3 - 0 西目
- 守山北 2 - 1 東邦

### 2回戦
柏の葉公園総合競技場 
- 市立船橋 5 - 0 米子北
- 青森山田 7 - 1 盛岡商

習志野市秋津サッカー場 
- 近大付 1 - 0 富山一
- 鹿児島実 2 - 0 札幌一

西が丘サッカー場 
- 成立 3 - 0 佐賀商
- 岐阜工 3 - 1 高知

三ツ沢球技場 
- 筑陽学園 4 - 1 桐蔭学園
- 丸岡 1 - 1 (4 PK 2) 福島東

等々力陸上競技場 
- 滝川二 3 - 0 長岡向陵
- 立正大淞南 1 - 0 仙台育英

駒沢陸上競技場 
- 初芝橋本 3 - 0 国士舘
- 星稜 4 - 1 南宇和

埼玉スタジアム2002
- 武南 2 - 0 京都朝鮮
- 四日市中央工 1 - 0 大津

さいたま市駒場スタジアム 
- 国見 2 - 0 水戸商
- 広島皆実 2 - 0 守山北

### 3回戦
柏の葉公園総合競技場
- 市立船橋 1 - 0 青森山田
- 鹿児島実 3 - 0 近大付

駒沢陸上競技場
- 岐阜工 7 - 2 成立
- 初芝橋本 2 - 2 (5 PK 4) 星稜

三ッ沢球技場
- 筑陽学園 4 - 3 丸岡
- 滝川二 1 - 0 立正大淞南

さいたま市駒場スタジアム
- 四日市中央工 3 - 2 武南
- 国見 2 - 1 広島皆実

### 準々決勝
柏の葉公園総合競技場
- 鹿児島実 1 - 1 (5 PK 4) 市立船橋
- 筑陽学園 3 - 2 岐阜工

さいたま市駒場スタジアム
- 国見 1 - 0 四日市中央工
- 滝川二 1 -1 (5 PK 3) 初芝橋本

### 準決勝
| 2004年1月7日 |

| 筑陽学園 | 2 - 1 | 鹿児島実 |
|          |       |          |

| 国立霞ヶ丘競技場陸上競技場 |

| 2004年1月7日 |

| 国見 | 4 - 0 | 滝川二 |
|      |       |        |

| 国立霞ヶ丘陸上競技場 |

### 決勝
| 2004年1月12日 |

| 国見 | 6 - 0 | 筑陽学園 |
|      |       |          |

| 国立霞ヶ丘陸上競技場 |

## 得点王
- 平山相太（国見）

9点を記録。2年連続得点王は史上初。選手権通算得点17点は最多記録。

## 大会優秀選手
GK
- 17・熊谷宗洋（札幌一）
- 佐藤優也（市立船橋）
- 1・関憲太郎（国見）

DF
- 2・大河内英樹（青森山田）
- 増嶋竜也（市立船橋）
- 渡辺広大（市立船橋）
- 16・樋口昌俊（四日市中央工）
- 3・河本裕之（滝川二）
- 5・柳楽智和（立正大淞南）
- 4・吉弘充志（広島皆実）
- 15・青柳雅信（筑陽学園）
- 益永康介（国見）
- 坂上翔（国見）

MF
- 13・三澤純一（青森山田）
- 8・鈴木修人（市立船橋）
- 林俊介（岐阜工）
- 後藤裕司（岐阜工）
- 瀧原直彬（滝川二）
- 12・青山敏弘（作陽）
- 7・桑原剛（筑陽学園）
- 6・中村北斗（国見）
- 11・永田真志（大津）
- 増田誓志（鵬翔）
- 岩元泰佐（鹿児島実）

FW
- カレン・ロバート（市立船橋）
- 14・豊田陽平（星稜）
- 18・東平大祐（丸岡）
- 築舘秀飛（四日市中央工）
- 辻尾真二（初芝橋本）
- 西野涼（筑陽学園）
- 10・兵藤慎剛（国見）
- 9・平山相太（国見）
- 永嶺貴彦（鹿児島実）

※太字は日本高校選抜として第64回ベリンツォーナ国際ユースサッカー大会に出場した選手（数字は背番号）

## 大会記録
この大会は、近年稀にみる記録ずくめの大会であった（得点王の項も参照）。
- 国見が決勝戦連続進出の戦後最多記録を4に更新。得点王輩出も4年連続。優勝6回は戦後最多タイ。
- 国見の国立での10得点は史上最多。決勝戦での6点差は史上最多タイ記録。
- 中村北斗(国見)が3年連続決勝戦出場（いずれもフル出場）。戦後の選手権史上唯一の記録。

## 主な出場選手
FW
- 平山相太(国見→筑波大→ヘラクレス→FC東京)
- カレン・ロバート(市立船橋→磐田→熊本→VVVフェンロー→スパンブリー→ソウルイーランド→ノースイーストユナイテッド)
- 豊田陽平(星稜→名古屋→山形→京都→鳥栖→蔚山現代)
- 萬代宏樹(福島東→仙台→磐田)
- 三澤純一(青森山田→筑波大→仙台)

MF
- 兵藤慎剛(国見→早大→横浜FM⇒札幌→仙台)
- 中村北斗(国見→福岡→FC東京)
- 鈴木修人(市立船橋→早大→鹿島→栃木)
- 高橋昌大(市立船橋→中京大→水戸)
- 伊野波雅彦(鹿児島実→阪南大→FC東京→鹿島→ハイデュク・スプリト→神戸)
- 高橋義希(松商学園→鳥栖→仙台)
- 増田誓志(鵬翔→鹿島→山形→鹿島→蔚山現代→清水)
- 青山敏弘(作陽→広島)
- 山本脩斗(盛岡商→早大→磐田→鹿島)
- 桑原剛(筑陽学園→札幌→水戸→草津→福島U)
- 青柳雅信(筑陽学園→湘南→鳥取→福島U)

DF
- 増嶋竜也(市立船橋→FC東京→甲府→京都→柏⇒仙台)
- 石井秀典(市立船橋→明大→山形)
- 柳楽智和(立正大淞南→福岡)